# Željko Perušić
Željko Perušić (Varoš, actual Eslovenia, y cerca de Duga Resa, 23 de marzo de 1936-San Galo, Suiza, 28 de septiembre de 2017) fue un futbolista y entrenador de fútbol croata, internacional con la selección de Yugoslavia, con quien consiguió el oro olímpico en las Olimpiadas de Roma.

## Carrera profesional
Durante su carrera del club Perušić jugó para el NK Dinamo Zagreb, TSV 1860 Múnich y FC St. Gallen. Al finalizar su carrera como futbolista se convirtió en un entrenador de fútbol en Suiza.

## Selección nacional
Perušić disputó 27 partidos para el equipo de fútbol nacional de Yugoslavia, y participó en la Eurocopa 1960 de las naciones europeas, en la que el combinado yugoslavo perdió en la final ante la URSS. Meses después ganó la medalla de oro olímpica en Roma 1960.